# Жан Матоне
Жан Матоне (фр. Jean Mathonet; 6 жовтня 1925, Мальмеді, Бельгія — 22 жовтня 2004, там же) — колишній бельгійський футболіст. Виступав, зокрема, за клуб «Стандард» (Льєж), а також національну збірну Бельгії.
Чемпіон Бельгії. Володар Кубка Бельгії.

## Клубна кар'єра
У дорослому футболі дебютував 1945 року виступами за команду клубу «Стандард» (Льєж), кольори якої і захищав протягом усієї своєї кар'єри гравця, що тривала цілих шістнадцять років. Більшість часу, проведеного у складі «Стандарда», був основним гравцем команди. У складі «Стандарда» був одним з головних бомбардирів команди. За цей час виборов титул чемпіона Бельгії.

## Виступи за збірну
1952 року дебютував в офіційних матчах у складі національної збірної Бельгії. Протягом кар'єри у національній команді, яка тривала 7 років, провів у формі головної команди країни 13 матчів.

## Досягнення
- Чемпіон Бельгії:

«Стандард» (Льєж): 1957—1958
- Володар Кубка Бельгії:

«Стандард» (Льєж): 1953—1954